# 1522

## Události
- 9. leden – Adrian Florisz Dedel byl zvolen papežem a přijal jméno Hadrián VI. Byl posledním neitalským papežem před Janem Pavlem II. (1978–2005)
- 5. února – V Kastilii ve Španělsku je znovu zažehnuto povstání komunérů, když král Karel V. poruší slíbenou amnestii účastníkům povstání z roku 1520 a hrozí popravit vůdkyni povstání Maríu Pacheco.[1] Klid je obnoven zásahem Marie de Mendoza, a zatímco mnoho rebelů je potrestáno, Pachecová prchá do Portugalska.[2]
- 22. duben – bitva u Biccoca, Španělé odrazili pokus švýcarsko-francouzské koalice o dobytí Milána
- 1. června – Marie Habsburská, manželka Ludvíka Jagellonského, je (s dvoudenním opožděním) korunována v Praze českou královnou.
- 28. červenec – 20. prosinec – bitva o Rhodos. Sulejman I. přičlenil Rhodos k Osmanské říši na úkor Johanitů. Rytířům přeživším bitvu byl umožněn odchod.
- 6. září – Juan Sebastián del Cano dovedl zbytky Magalhãesovy výpravy okolo světa (sestávající z jediné lodi Victoria) zpět do Španělska
- založen Mostar
- Svatý Tomáš a Princův ostrov se stávají portugalskou kolonií
- Tzv. bruselskými dohodami byla Ferdinandovi I. přidělena vláda v dědičných rakouských zemích. Tímto se stal zakladatelem rakouské větve habsburské dynastie.
- Ludvík Jagellonský přijel do Čech, reorganizoval správu země a snažil se o restauraci královské moci a uklidnění situace v zemi. Úspěch však byl pouze dočasný a zanikl poté, co král zemi opět opustil.
- Sulejman I. získal pro Osmanskou říši Knin
- Ulrich Zwingli začíná šířit reformaci v Curychu
- v Německu a Nizozemí propuká protestantské obrazoborectví

### Probíhající události
- 1519–1522 – Magellanova expedice
- 1521–1523 – Válka za nezávislost Švédska

## Věda a umění
- Ulrich Zwingli publikuje dílo O svobodné volbě pokrmů

## Narození
- 2. února
  - Matouš Cythardus, probošt litoměřické kapituly († 31. října 1566)
  - Lodovico Ferrari, italský matematik († 5. října 1565)
  - 21. března – Mihrimah Sultan,dcera osmanského sultána Suleymana I. († 25. ledna 1578)
- 13. června – Žofie Jagellonská, polská princezna, vévodkyně brunšvická († 28. května 1575)
- 2. července – Elio Antonio de Nebrija, španělský jazykovědec (* ? 1444)
- 11. září – Ulisse Aldrovandi, italský lékař a přírodovědec († 4. května 1605)
- 9. listopadu – Martin Chemnitz, protestantský teolog († 8. dubna 1586)
- 18. listopadu – Lamoraal Egmont, generál a flanderský státník († 5. června 1568)
- 28. prosince – Markéta Parmská, místodržitelka Nizozemí († 18. ledna 1586)
- ? – Guy de Bray, nizozemský protestantský teolog († 31. května 1567)
- ? – Antonio de Villegas, španělský renesanční básník († 1551)
- ? – Joachim du Bellay, francouzský renesanční spisovatel, básník a kritik († 1. ledna 1560)
- ? – Şehzade Abdullah, syn osmanského sultána Sulejmana I. († 1525)

## Úmrtí
- 26. února – Cuauhtémoc, poslední Azték vládnoucí Tenochtitlánu (popraven)
- 30. června – Johann Reuchlin, německý humanista a mystik (* 29. ledna 1455)
- 30. října – Jean Mouton, francouzský hudební skladatel (* 1459)

## Hlavy států
- České království – Ludvík Jagellonský
- Svatá říše římská – Karel V.
- Papež – Hadrián VI.
- Anglické království – Jindřich VIII. Tudor
- Francouzské království – František I.
- Polské království – Zikmund I. Starý
- Uherské království – Ludvík Jagellonský
- Španělské království – Karel V.
- Burgundské vévodství – Karel V.
- Osmanská říše – Sulejman I.
- Perská říše – Ismail I.